# Campionatul Naţional de Fotbal American 2016
Il Campionatul Național de Fotbal American 2016 è la 7ª edizione del campionato di football americano di primo livello, organizzato dalla FRFA.

## Squadre partecipanti
| Club               | Città       | Stadio | Sponsor ufficiale | Risultato nella stagione 2015 |
| ------------------ | ----------- | ------ | ----------------- | ----------------------------- |
| Bucharest Rebels   | Bucarest    |        |                   |                               |
| Bucharest Warriors | Bucarest    |        |                   |                               |
| Cluj Crusaders     | Cluj-Napoca |        |                   |                               |
| Mures Monsters     | Târgu Mureș |        |                   |                               |
| Timișoara 89ers    | Timișoara   |        |                   |                               |

## Stagione regolare

### Calendario

#### 1ª giornata
| Cluj-Napoca 19 marzo 2016, ore 11:00 | Cluj Crusaders | 58 – 17 referto | Mures Monsters | Baza Sportivă Napoca\| Arbitro: \| Baciu \| |
| Arbitro:                             | Baciu          |                 |                |                                             |

| Timișoara 20 marzo 2016, ore 11:00 | Timișoara 89ers | 12 – 6 referto | Bucharest Warriors | Baza Sportivă Textila\| Arbitro: \| Duță \| |
| Arbitro:                           | Duță            |                |                    |                                             |

#### 2ª giornata
| Bucarest 2 aprile 2016, ore 18:00 | Bucharest Rebels | 34 – 6 referto | Cluj Crusaders | Complex Sportiv Ion Țiriac\| Arbitro: \| Duță \| |
| Arbitro:                          | Duță             |                |                |                                                  |

| Târgu Mureș 3 aprile 2016, ore 11:00 | Mures Monsters | 0 – 12 referto | Timișoara 89ers | Teren Fotbal Mureșeni\| Arbitro: \| Baciu \| |
| Arbitro:                             | Baciu          |                |                 |                                              |

#### 3ª giornata
| Timișoara 16 aprile 2016, ore 11:00 | Timișoara 89ers | 18 – 42 referto | Bucharest Rebels | Baza Sportivă Textila\| Arbitro: \| Baciu \| |
| Arbitro:                            | Baciu           |                 |                  |                                              |

#### 4ª giornata
| Pantelimon 24 aprile 2016, ore 11:00 | Bucharest Warriors | 18 – 14 referto | Mures Monsters | CSO Pantelimon\| Arbitro: \| Baltă \| |
| Arbitro:                             | Baltă              |                 |                |                                       |

#### 5ª giornata
| Bucarest 7 maggio 2016, ore 11:00 | Bucharest Rebels | 20 – 8 referto | Bucharest Warriors | Complex Sportiv Ion Țiriac\| Arbitro: \| Duță \| |
| Arbitro:                          | Duță             |                |                    |                                                  |

#### 6ª giornata
| Cluj-Napoca 14 maggio 2016, ore 11:00 | Cluj Crusaders | 30 – 6 referto | Timișoara 89ers | Baza Sportivă Napoca\| Arbitro: \| Baciu \| |
| Arbitro:                              | Baciu          |                |                 |                                             |

#### 7ª giornata
| Târgu Mureș 22 maggio 2016, ore 11:00 | Mures Monsters | 0 – 40 referto | Bucharest Rebels | Teren Fotbal Mureșeni |

#### 8ª giornata
| Buftea 28 maggio 2016, ore 11:00 | Bucharest Warriors | 15 – 20 referto | Cluj Crusaders | Stadionul Orăşenesc\| Arbitro: \| Duță \| |
| Arbitro:                         | Duță               |                 |                |                                           |

### Classifica
La classifica della regular season è la seguente:
- PCT = percentuale di vittorie, G = partite giocate, V = partite vinte,  P = partite perse, PF = punti fatti, PS = punti subiti

| Pos. | Squadra            | PCT   | G | V | N | P | PF  | PS  |
| ---- | ------------------ | ----- | - | - | - | - | --- | --- |
| 1    | Bucharest Rebels   | 1.000 | 4 | 4 | 0 | 0 | 136 | 32  |
| 2    | Cluj Crusaders     | .750  | 4 | 3 | 0 | 1 | 114 | 74  |
| 3    | Timișoara 89ers    | .500  | 4 | 2 | 0 | 2 | 48  | 78  |
| 4    | Bucharest Warriors | .250  | 4 | 1 | 0 | 3 | 47  | 66  |
| 5    | Mures Monsters     | .000  | 4 | 0 | 0 | 4 | 31  | 128 |

## Playoff e playout

### Tabellone
|  | Semifinali | Semifinali         | Semifinali |                |    | VII RoBowl       | VII RoBowl         | VII RoBowl      |  |
|  |            |                    |            |                |    |                  |                    |                 |  |
|  | 1          | Bucharest Rebels   | 50         |                |    |                  |                    |                 |  |
|  | 1          | Bucharest Rebels   | 50         |                |    |                  |                    |                 |  |
|  | 4          | Bucharest Warriors | 14         |                |    |                  |                    |                 |  |
|  | 4          | Bucharest Warriors | 14         |                | 1  | Bucharest Rebels | 46                 |                 |  |
|  |            |                    |            |                | 1  | Bucharest Rebels | 46                 |                 |  |
|  |            |                    | 2          | Cluj Crusaders | 18 |                  |                    |                 |  |
|  | 2          | Cluj Crusaders     | 2          | Cluj Crusaders | 18 | 34               |                    |                 |  |
|  | 2          | Cluj Crusaders     |            |                |    | 34               |                    |                 |  |
|  | 3          | Timișoara 89ers    | 32         |                |    | Finale 3º posto  | Finale 3º posto    | Finale 3º posto |  |
|  | 3          | Timișoara 89ers    | 32         |                |    |                  |                    |                 |  |
|  |            |                    |            |                |    |                  |                    |                 |  |
|  |            |                    |            |                |    | 4                | Bucharest Warriors | 12              |  |
|  |            |                    |            |                |    | 4                | Bucharest Warriors | 12              |  |
|  |            |                    |            |                |    | 3                | Timișoara 89ers    | 10              |  |

### Semifinali
| Cluj Napoca 11 giugno 2016, ore 11:00 | Cluj Crusaders | 34 – 32 referto | Timișoara 89ers | Baza Sportivă Napoca |

| Bucarest 12 giugno 2016, ore 19:00 | Bucharest Rebels | 50 – 14 referto | Bucharest Warriors | Complex Sportiv Ion Țiriac |

### Finale 3º - 4º posto
| Bucarest 25 giugno 2016, ore 11:00 | Bucharest Warriors | 12 – 10 referto | Timișoara 89ers | Stadio Steaua |

### VII RoBowl
| Bucarest 25 giugno 2016, ore 16:00 | Cluj Crusaders                                      | 18 – 46 referto | Bucharest Rebels | Stadio Steaua\| Arbitri: \| Duță Baltă Rusu Anghelina Baciu Olariu Mordonu Savu \| |
| Arbitri:                           | Duță Baltă Rusu Anghelina Baciu Olariu Mordonu Savu |                 |                  |                                                                                    |

## Verdetti
- Bucharest Rebels Campioni della Romania 2016 (3º titolo)